# Tapinoma chiaromontei
Tapinoma chiaromontei este o specie de furnici din genul Tapinoma. Descrisă de  Menozzi în 1930, specia este endemică în Somalia